# Thrips tripartitus
Thrips tripartitus är en insektsart som beskrevs av Ian A. Hood 1940. Thrips tripartitus ingår i släktet Thrips och familjen smaltripsar. Inga underarter finns listade i Catalogue of Life.